# トッド・カニンガム
トーマス・デビッド・カニンガム（Thomas David Cunningham, 1989年3月20日 - ）は、アメリカ合衆国アラバマ州カルフーン郡ジャクソンビル出身の元プロ野球選手（外野手）。右投両打。

## 経歴

### プロ入りとブレーブス時代
2010年のMLBドラフト2巡目（全体53位）でアトランタ・ブレーブスから指名され、6月10日に契約。契約後、傘下のA級ローム・ブレーブスでプロデビュー。65試合に出場して打率.260・1本塁打・20打点・7盗塁の成績を残した。
2011年はA+級リンチバーグ・ヒルキャッツで87試合に出場し、打率.257・4本塁打・20打点・14盗塁の成績を残した。
2012年はAA級ミシシッピ・ブレーブスで120試合に出場し、打率.309・3本塁打・51打点・24盗塁の成績を残した。
2013年はAAA級グウィネット・ブレーブスで開幕を迎え、7月30日にリード・ジョンソンが故障者リスト入りしたため、ブレーブスとメジャー契約を結んだ。同日のコロラド・ロッキーズ戦でメジャーデビュー。7回裏に代打として出場し、ジェフ・フランシスから左前安打を記録した。昇格後は6試合に出場したが、8月11日にジェラルド・レアードが故障者リストから復帰したため、AAA級グウィネットへ降格した。8月23日に再昇格し、2試合に出場したが、無安打と結果を残せず、28日にAAA級グウィネットへ降格した。この年メジャーでは8試合に出場して打率.250の成績を残した。
2014年2月25日にブレーブスと1年契約に合意。3月20日にAAA級グウィネットへ異動した。この年はメジャーでプレーできず、AAA級グウィネットで120試合に出場して打率.287・8本塁打・58打点・19盗塁の成績を残した。

### エンゼルス時代
2015年10月9日にウェイバー公示を経てロサンゼルス・エンゼルスへ移籍した。
2016年4月2日に40人枠を外れる形で傘下のAAA級ソルトレイク・ビーズへ配属された。6月11日にメジャー契約を結んでアクティブ・ロースター入りした。6月18日に戦力外となり、21日に40人枠を外れる形でAAA級ソルトレイクへ配属された。7月6日に再びメジャー契約を結んでアクティブ・ロースター入りしたが、26日に戦力外となった。その後はシーズン終了までAAA級ソルトレイクで過ごし、10月3日にFAとなった。

### カージナルス傘下時代
2016年11月18日にセントルイス・カージナルスとマイナー契約を結び、2017年のスプリングトレーニングに招待選手として参加することになった。
2017年は開幕から傘下のAAA級メンフィス・レッドバーズでプレーした。

### ドジャース傘下時代
2017年7月10日に金銭トレードで、ロサンゼルス・ドジャースへ移籍した。移籍後は傘下のAAA級オクラホマシティ・ドジャースでプレーし、移籍前を含めた2球団合計で96試合に出場して打率.284・4本塁打・31打点・7盗塁の成績を残した。オフの11月6日にFAとなった。

### パイレーツ傘下時代
2017年12月7日にピッツバーグ・パイレーツとマイナー契約を結び、2018年のスプリングトレーニングに招待選手として参加することになった。
2018年は開幕から傘下のAAA級インディアナポリス・インディアンスでプレーした。

### ホワイトソックス傘下時代
2018年4月26日に後日発表選手とのトレードで、シカゴ・ホワイトソックスへ移籍した。移籍後は傘下のAAA級シャーロット・ナイツでプレーしていたが、5月15日に自由契約となった。

### 独立リーグ時代
2018年5月29日にアトランティックリーグのシュガーランド・スキーターズと契約し、2試合に出場した。6月2日にアメリカン・アソシエーションのカンザスシティ・ティーボーンズと契約。6月のリーグ月間MVPを獲得するなど、83試合に出場し打率.333、4本塁打、47打点、17盗塁という好成績を残したが、2019年2月17日に現役を引退を発表した。

### 現役引退後
2019年はロサンゼルス・エンゼルス傘下A級インランド・エンパイア・シックスティシクサーズのコーチを務め、この年限りで退団。

## 詳細情報

### 年度別打撃成績
| 年 度    | 球 団    | 試 合 | 打 席 | 打 数 | 得 点 | 安 打 | 二 塁 打 | 三 塁 打 | 本 塁 打 | 塁 打 | 打 点 | 盗 塁 | 盗 塁 死 | 犠 打 | 犠 飛 | 四 球 | 敬 遠 | 死 球 | 三 振 | 併 殺 打 | 打 率 | 出 塁 率 | 長 打 率 | O P S |
| -------- | -------- | ----- | ----- | ----- | ----- | ----- | -------- | -------- | -------- | ----- | ----- | ----- | -------- | ----- | ----- | ----- | ----- | ----- | ----- | -------- | ----- | -------- | -------- | ----- |
| 2013     | ATL      | 8     | 8     | 8     | 2     | 2     | 0        | 0        | 0        | 2     | 0     | 0     | 0        | 0     | 0     | 0     | 0     | 0     | 3     | 1        | .250  | .250     | .250     | .500  |
| 2015     | ATL      | 39    | 93    | 86    | 13    | 19    | 4        | 0        | 0        | 23    | 4     | 2     | 1        | 0     | 0     | 5     | 1     | 2     | 17    | 1        | .221  | .280     | .267     | .547  |
| 2016     | LAA      | 20    | 29    | 27    | 5     | 4     | 3        | 0        | 0        | 7     | 1     | 0     | 1        | 1     | 0     | 1     | 0     | 0     | 6     | 1        | .148  | .179     | .259     | .438  |
| MLB：3年 | MLB：3年 | 67    | 130   | 121   | 20    | 25    | 7        | 0        | 0        | 32    | 5     | 2     | 2        | 1     | 0     | 6     | 1     | 2     | 26    | 3        | .207  | .256     | .264     | .520  |

### 年度別守備成績
| 年 度 | 球 団 | 中堅（CF） | 中堅（CF） | 中堅（CF） | 中堅（CF） | 中堅（CF） | 中堅（CF） | 左翼（LF） | 左翼（LF） | 左翼（LF） | 左翼（LF） | 左翼（LF） | 左翼（LF） | 右翼（RF） | 右翼（RF） | 右翼（RF） | 右翼（RF） | 右翼（RF） | 右翼（RF） |
| 年 度 | 球 団 | 試 合      | 刺 殺      | 補 殺      | 失 策      | 併 殺      | 守 備 率   | 試 合      | 刺 殺      | 補 殺      | 失 策      | 併 殺      | 守 備 率   | 試 合      | 刺 殺      | 補 殺      | 失 策      | 併 殺      | 守 備 率   |
| ----- | ----- | ---------- | ---------- | ---------- | ---------- | ---------- | ---------- | ---------- | ---------- | ---------- | ---------- | ---------- | ---------- | ---------- | ---------- | ---------- | ---------- | ---------- | ---------- |
| 2013  | ATL   | -          | -          | -          | -          | -          | -          | 5          | 0          | 0          | 0          | 0          | .---       | 2          | 0          | 0          | 0          | 0          | .---       |
| 2015  | ATL   | 2          | 13         | 1          | 0          | 1          | 1.000      | 22         | 31         | 0          | 0          | 0          | 1.000      | 4          | 3          | 0          | 0          | 0          | 1.000      |
| 2016  | LAA   | 1          | 0          | 0          | 0          | 0          | .---       | 17         | 9          | 2          | 1          | 1          | .955       | 1          | 0          | 0          | 0          | 0          | .---       |
| 通算  | 通算  | 3          | 13         | 1          | 0          | 1          | 1.000      | 44         | 50         | 2          | 1          | 1          | .981       | 7          | 3          | 0          | 0          | 0          | 1.000      |

### 背番号
- 30（2013年 - 同年途中）
- 57（2013年途中 - 同年途中）
- 59（2013年途中 - 同年終了）
- 26（2015年）
- 37（2016年）